# Breaking Benjamin
A Breaking Benjamin egy rock együttes, ami a pennsylvaniai Wilkes-Barrerből származik.

## Története
1999-ben alakult meg, az énekes Benjamin Burnley és a dobos Jeremy Hummel jóvoltából. Pennsylvaniában hamar híresek lettek. 1999-ben még az együttes neve Plan 9 volt, de 2000-re visszaváltoztatták Breaking Benjaminra. Burnley két barátja, Aaron Fink és Mark James otthagyta előző együttesét, a Lifert, és csatlakoztak a Breaking Benjaminhoz. A Breaking Benjamin logója egy kelta szimbólum, amit egy rajongó talált egy tetoválókönyvben.

## Diszkográfia
- Saturate (2002)
- We Are Not Alone (2004)
- Phobia (2006)
- Dear Agony (2009)
- Shallow Bay: The Best of Breaking Benjamin (2011)
- Dark Before Dawn (2015)
- Ember (2018)
- Aurora (2020)